# Bodzów (Kraków)

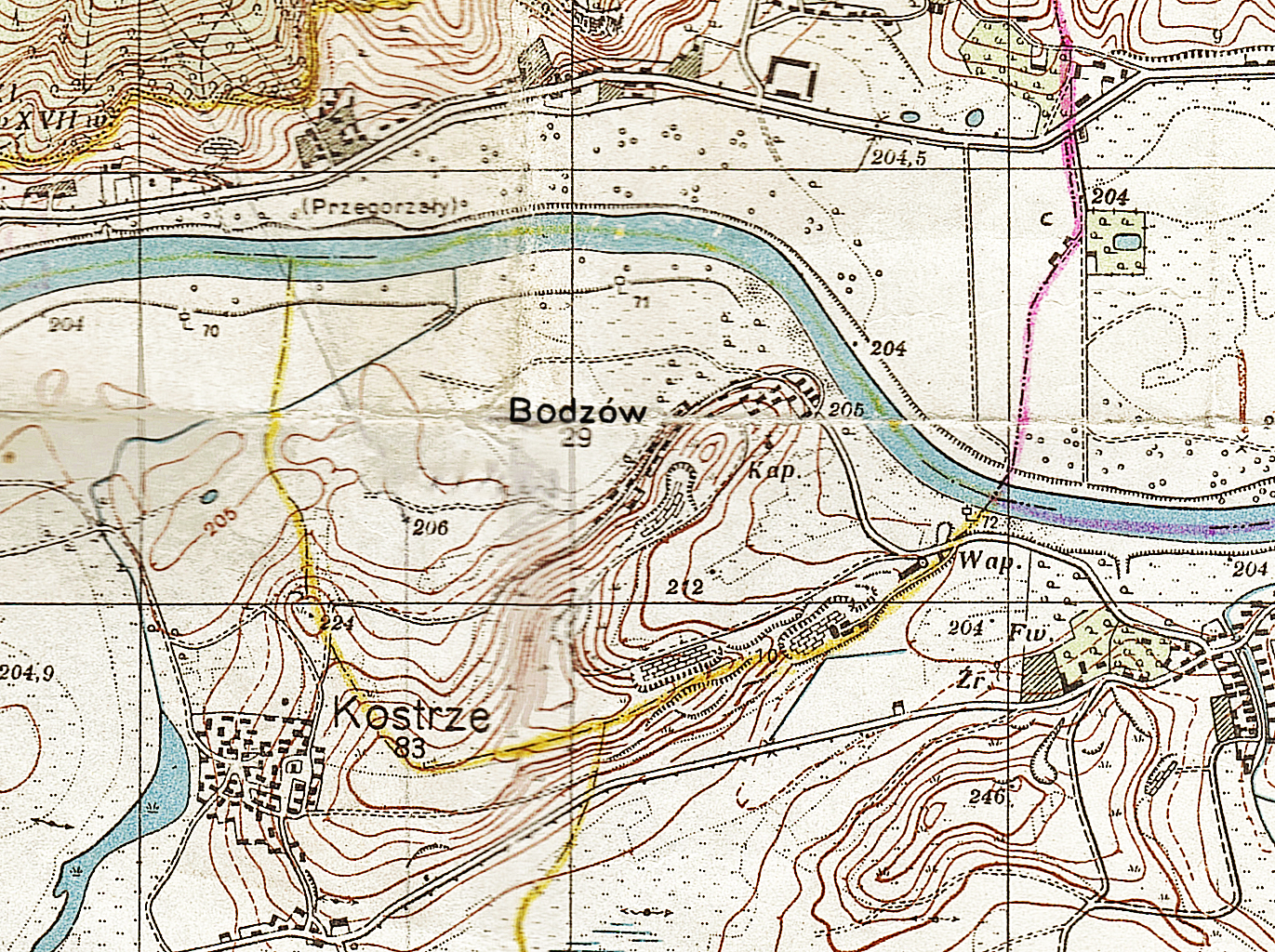
Bodzów na mapie z 1934.

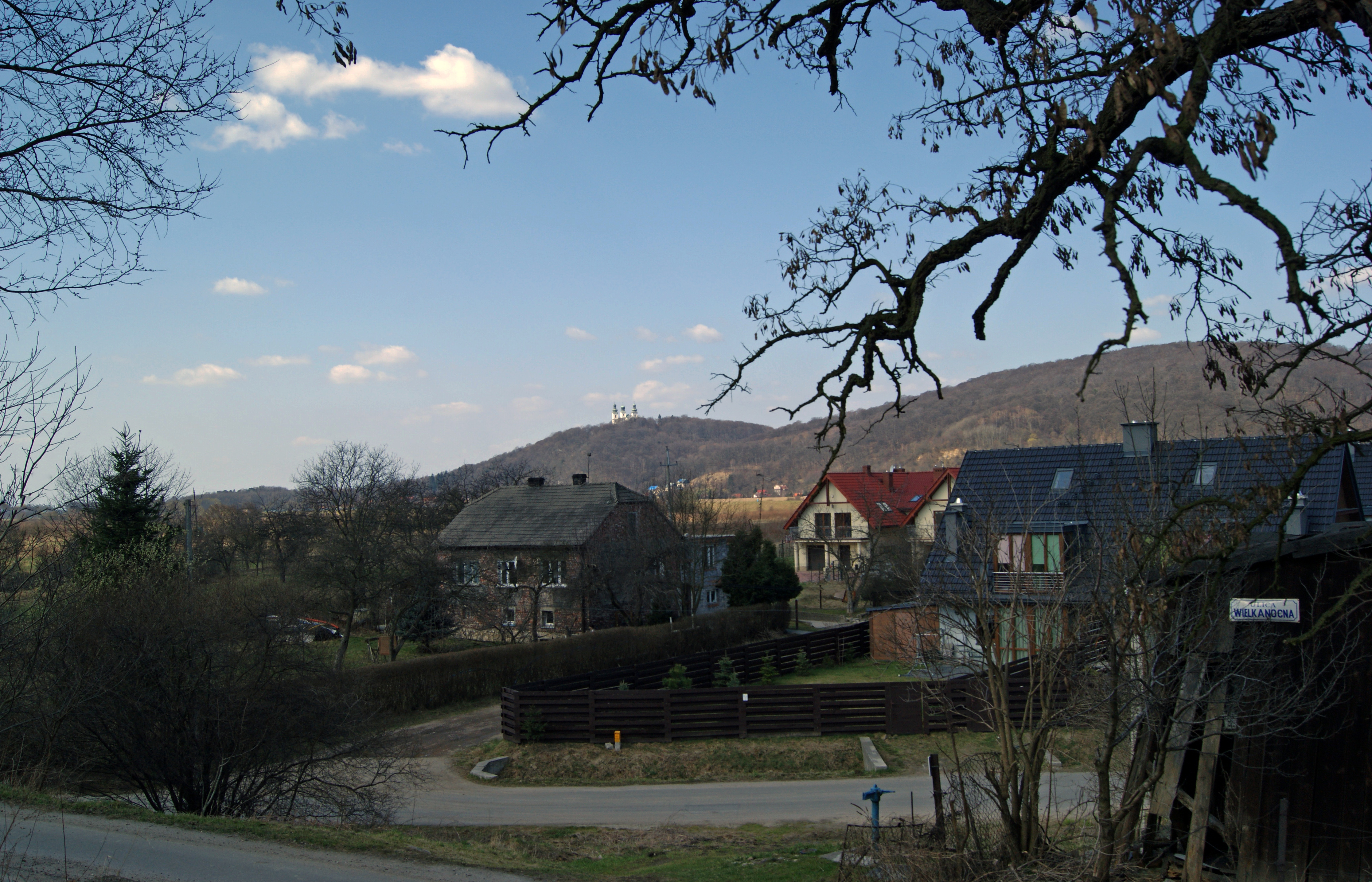
Bodzów ulica Wielkanocna.
W tle widoczne Las Wolski oraz kościół kamedułów na Bielanach.

Bodzów – obszar Krakowa wchodzący w skład Dzielnicy VIII Dębniki.
Dawna wieś, obecnie osiedle, przyłączona do Krakowa w 1941 roku jako XXIX dzielnica katastralna.
Wzmiankowana po raz pierwszy w XII wieku. Wieś dóbr prestymonialnych kapituły katedralnej krakowskiej w powiecie szczyrzyckim województwa krakowskiego w końcu XVI wieku. W obrębie osiedla zachował się pierwotny układ urbanistyczny i XIX wieczny układ dróg. Najcenniejszym zabytkiem Bodzowa jest  Kaplica Matki Boskiej Śnieżnej ufundowana w 1637 roku.
W południowej części osiedla znajdują się relikty austriackiego fortu artyleryjskiego Bodzów.
Najwyższym wzniesieniem w okolicy jest wzgórze Solnik sąsiadujące pierwotnie z nieistniejącymi dziś w większości wzgórzami Bodzów i Góra Świętej Anny zniszczonymi w wyniku eksploatacji wapieni. Wzgórze to jest siedliskiem wielu cennych i interesujących gatunków roślin takich jak sasanka łąkowa oraz dziewięćsił bezłodygowy.